# Kalixtiner

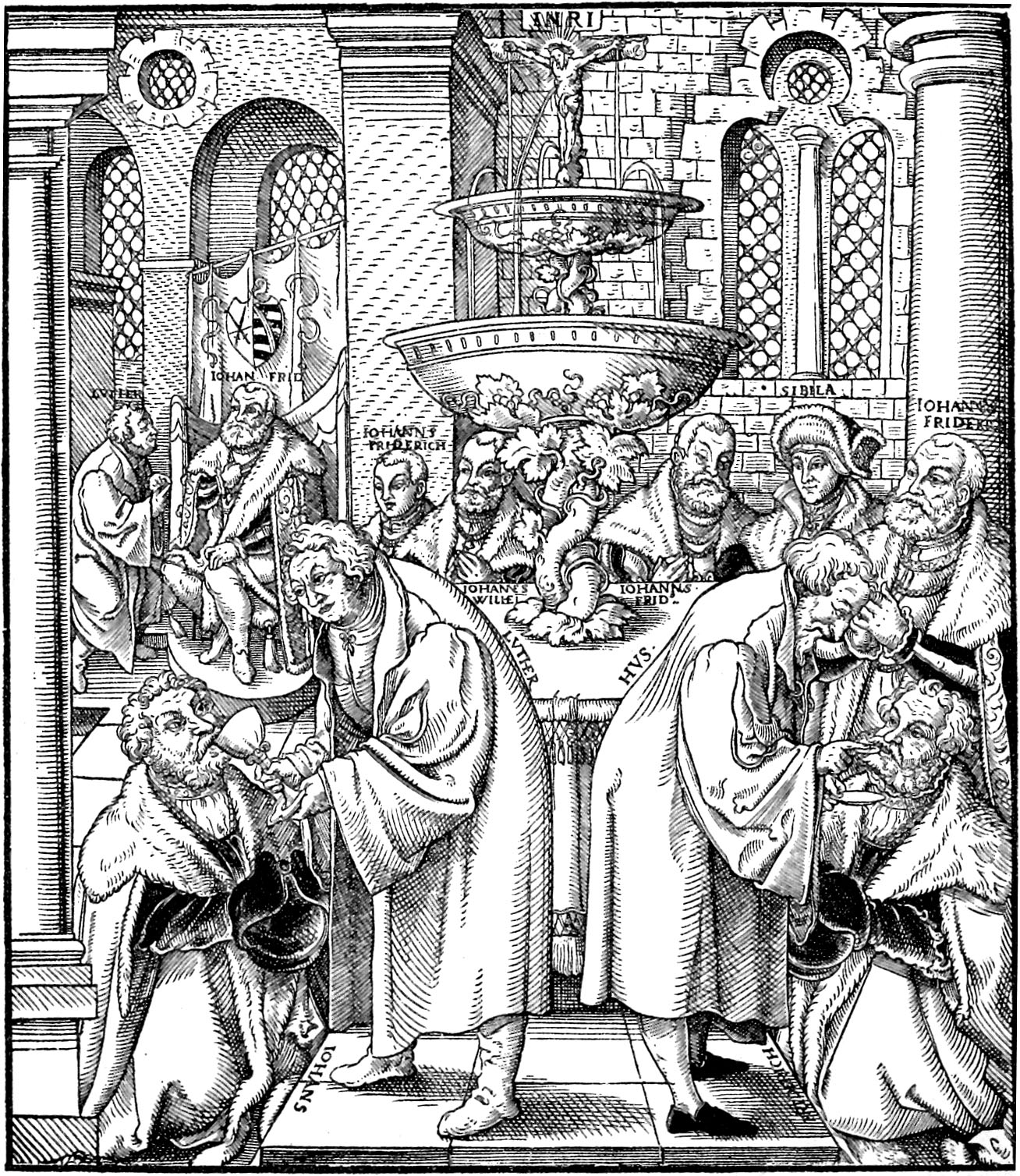
Martin Luther und Jan Hus erteilen das Abendmahl in beiderlei Gestalt

Die Kalixtiner (auch Calixtiner und Calistiner; von lateinisch calix, der Kelch, tschechisch kališníci; zuletzt Utraquisten, von lateinisch communio sub utraque specie, Abendmahl in beiderlei Gestalt – Brot und Wein; in Böhmen und Österreich auch Kelchner genannt) waren eine Partei der Hussiten.
Ihre von Johannes von Rokitzan 1420 in den Vier Prager Artikeln aufgestellten Forderungen umfassten die freie Predigt, den Laienkelch (siehe Hussitenkelch), die Säkularisation des Kirchengutes sowie die strenge Kirchenzucht im Klerus.
Die Kalixtiner fanden als gemäßigte Partei der hussitischen Bewegung vor allem Unterstützung bei Adel und Bürgertum. In den Prager Kompaktaten – in manchen Veröffentlichungen auch Basler Kompaktaten genannt – wurde ihnen auf dem Basler Konzil 1433 zumindest das Abendmahl „in beiderlei Gestalt“ zugestanden. Alle Forderungen der Prager Artikel ließen sich jedoch nicht durchsetzen. Schon 1462 erklärte Papst Pius II. die Kompaktaten für ungültig.
1457 oder 1458 gründeten sich die Böhmischen Brüder, eine von der Utraquistischen Kirche theologisch und organisatorisch unabhängige Gemeinschaft. Nach 1530 kam es unter dem Einfluss der lutherischen Reformation zu einer weiteren Spaltung. Während die sogenannten Altutraquisten streng an den Bestimmungen der Vier Artikel und der Kompaktaten festhielten und darüber hinaus Neuerungen ablehnten, übernahmen die Neuutraquisten zahlreiche Ideen des Luthertums. Landesrechtlich anerkannt war in Böhmen aber nur der traditionelle Utraquismus.